# Братиро (Вибо Валенција)
Братиро је насеље у Италији у округу Вибо Валенција, региону Калабрија.
Према процени из 2011. у насељу је живело 791 становника. Насеље се налази на надморској висини од 340 м.